# Уорд, Нэнси
Нэнси Уорд (англ. Nancy Ward; 1738—1822 или 1824) — деятельница племени Чероки. Отличившись в бою в 18-летнем возрасте, носила титул гхигау (Ghigau, ᎩᎦᎤ), что переводится как «военная женщина» (или «возлюбленная женщина»). Этот статус позволял ей участвовать в собраниях и принимать решения вместе с вождями племени и другими военными женщинами. Верила в мирное сосуществование с евроамериканцами и вела с ними переговоры, также была послом, сыграла большую роль в сохранении мира, а затем в отстаивании права её народа на племенные охотничьи угодья. Её деятельность привела к существенным изменениям в обществе Чероки. В частности, её заслугой считается введение молочных продуктов в черокийское хозяйство и обиход.

## Военная женщина
Нэнси родилась в главном городе Чероки, Чоте (сегодня эта область находится в округе Монро на юго-восточной границе Теннесси). Ее черокское имя Наньехи (Nanyehi, ᎾᏅᏰᎯ), что переводится как «та, кто идет первой». Она была дочерью сестры вождя Чероки Аттакуллакуллы (из клана Волков) и британского офицера (по словам её потомка Джона Уокера Хильдебранда, её отцом был «Файвкиллер» из племени делаваров, или ленапе) и знала оба языка (английский и язык чероки). 
В своем племени она носила высокий титул «Военной женщины», который позволял ей участвовать в высших собраниях и принимать решения наравне со всеми. Этот статус достался ей после того, как она продемонстрировала себя как хорошего воина во время военного конфликта между Чероки и племенем Ручья (то есть криков, или маскогов) в 1755 году. В бою при Таливе был убит её муж Цу-ла («Зимородок»), но Наньехи подняла его оружие и бросилась в бой, ведя свой народ к победе. Так в возрасте 18 лет Нэнси стала членом совета вождей. Она также была назначена главой совета женщин и взяла на себя роль переговорщицы и посла.
Нэнси вышла замуж второй раз. Её новым мужем стал ирландский торговец Брайен Уорд, у которого, однако, на тот момент уже была жена, жившая в Южной Каролине. Вскоре он вернулся к своей первой жене, но не перестал поддерживать отношения с Нэнси. Собственно, после этого замужества она и стала известна под англизированной версией ее имени. У пары родилась дочь (третья для Нэнси) Элизабет «Бетси» Уорд, которая выйдет замуж за генерала Джозефа Мартина.

## Изменения в обществе
В начале 1760-х годов Чероки заключили союз с английскими колонистами. В обмен на помощь индейцев, колонисты обещали защищать их от нападений племени Криков и племени Чокто. Это привело к постройке военной базы англичан на землях Чероки. Однако произошел инцидент, в ходе которого английские военные убили группу индейцев чероки, возвращавшихся с охоты. Чтобы отомстить, индейцы убили 20 поселенцев военной базы и с этого начался двухгодичный конфликт между чероки и поселенцами.
Как военная женщина, Нэнси имела возможность освобождать пленников по собственному решению. В 1776 году она освободила из плена миссис Лидию Бин, которую Нэнси привела в свой дом, чтобы излечить ее ранение, полученное в бою между англичанами и чероки. Миссис Бин научила Нэнси ткать одежду. До этого момента чероки делали одежду из шкур животных и тканей, купленных у колонизаторов. Это послужило огромным изменениям во всем обществе чероки. Изменилась не только одежда, но и образ жизни — теперь женщины ткали, а мужчинам пришлось взять на себя сельскохозяйственные работы, которые до этого традиционно считались женским делом.
Миссис Бин также привела Нэнси двух коров с военной базы и научила доить их, ухаживать за ними и выращивать их, а также научила ее готовить молочные продукты. Нэнси передала эти знания индейцам и позже это помогало им выжить в годы, когда охотники приносили мало добычи.
Оба этих нововведения послужили причинами больших изменений в общественном строе и образе жизни чероки.

## Переговоры
Нэнси выучилась искусству дипломатии у своего дяди по материнской линии, вождя Аттикуллакуллы. Нэнси верила в мирные переговоры и на протяжении многих лет пыталась установить мир между её племенем и англичанами, пыталась предотвращать военные конфликты, была неофициальным послом своего племени. Её усилия помогали предотвращать как нападения на английских поселенцев со стороны чероки, так и на индейцев со стороны англичан. Но не все ее попытки установить мир и защитить свое племя были удачными. Так, она пыталась остановить своих соплеменников, которые продавали земли колонистам. Она предупреждала их о последствиях и призывала вместо продажи развивать и увеличивать свои земли, чтобы получать с них больше благ. Но ее слова игнорировались и все больше земель отходило пришельцам.
В 1781 году чероки встретились с делегацией, которую возглавлял Джон Севир, чтобы поговорить о землях вдоль реки Литл Пиджен. Нэнси выразила большое удивление тем, что среди колонизаторов не было ни одной женщины-переговорщика. А Джон же, в свою очередь, был потрясен тем, что она считала, что такая важная работа должна быть поручена женщине. На это Нэнси ответила ему: «Ты ведь знаешь, что на женщин всегда смотрят как на пустое место, а ведь мы — ваши матери, а вы — наши сыновья. Мы призываем вас к миру. И этот мир должен длиться вечно. Позвольте сыновьям ваших женщин быть нашими сыновьями, а наши сыновья будут вашими. Позвольте вашим женщинам услышать наши слова». Позже свидетели той встречи говорили, что её речь была очень трогательной.

## Память о Нэнси

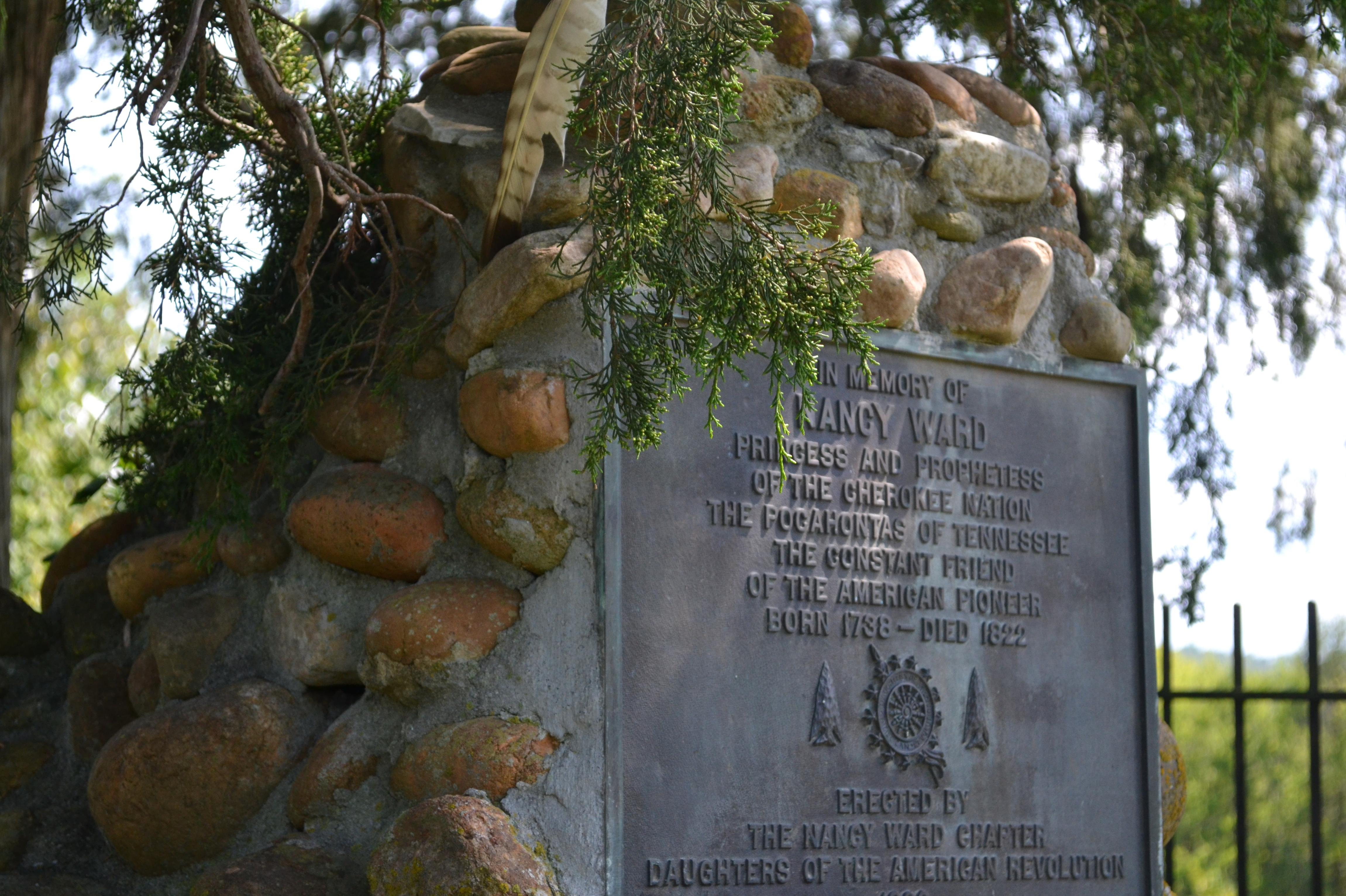
Мемориальная плита на могиле Нэнси Уорд

Нэнси умерла между 1822 и 1824 годами, до того, как американцы выгнали чероки с их оставшихся земель «Дорогой слёз» (устное предание чероки гласит, что в последние годы жизни у неё неоднократно было видение о «веренице наших людей, марширующих пешком. Матери с младенцами на руках. Отцы с маленькими детьми на спине. Бабушки и дедушки с большими котомками на спинах. Они шли на запад, а «Унака» (белые солдаты) следом, оставляя за собой след из трупов слабых, больных, которые не смогли пережить путешествие»). 
Нэнси со своим сыном Файвкиллером была похоронена на вершине холма в Бентоне, Теннесси. В 1923 году над её могилой установили мемориальную плиту.
Также были попытки создать музей Нэнси Уорд. Статуя Нэнси, созданная в 1906 году была украдена, Историческое общество Америки пытается найти и вернуть ее.
В 2024 году в одном из эпизодов шоу Finding Your Roots выяснилось, что актёр-чероки Уэс Стьюди является её прямым потомком. 
Нэнси помнят не только как важную фигуру для племени Чероки, но и как одну из первых женщин в американской политике.